# Miloš Raičković
Miloš Raičković (Podgorica, 2 de diciembre de 1993) es un futbolista montenegrino que juega en la demarcación de centrocampista para el F. C. Aktobe de la Liga Premier de Kazajistán.

## Selección nacional
Tras jugar con la selección de fútbol sub-17 de Montenegro, la sub-19 y la sub-21, finalmente hizo su debut con Montenegro el 7 de octubre de 2020 en un partido amistoso contra Letonia que finalizó con un resultado de empate a uno tras el gol de Igors Tarasovs para Letonia, y de Igor Ivanović para el combinado montenegrino.

## Clubes
| Club                         | País          | Año       | Partidos | Goles |
| ---------------------------- | ------------- | --------- | -------- | ----- |
| FK Budućnost Podgorica       | Montenegro    | 2012-2013 | 9        | 2     |
| FK Bratstvo Cijevna (cedido) | Montenegro    | 2013      |          |       |
| FK Budućnost Podgorica       | Montenegro    | 2013-2017 | 112      | 5     |
| Sarawak FA                   | Malasia       | 2017-2018 | 11       | 0     |
| FK Budućnost Podgorica       | Montenegro    | 2019-2022 | 37       | 3     |
| Seongnam F. C.               | Corea del Sur | 2022      | 15       | 3     |
| F. C. Aktobe                 | Kazajistán    | 2023-     | 30       | 2     |

## Palmarés

### Campeonatos nacionales
| Título                         | Club                   | País       | Año  |
| ------------------------------ | ---------------------- | ---------- | ---- |
| Copa de Montenegro             | FK Budućnost Podgorica | Montenegro | 2013 |
| Primera División de Montenegro | FK Budućnost Podgorica | Montenegro | 2017 |
| Copa de Montenegro             | FK Budućnost Podgorica | Montenegro | 2019 |
| Primera División de Montenegro | FK Budućnost Podgorica | Montenegro | 2020 |
| Primera División de Montenegro | FK Budućnost Podgorica | Montenegro | 2021 |
| Copa de Montenegro             | FK Budućnost Podgorica | Montenegro | 2021 |
| Copa de Montenegro             | FK Budućnost Podgorica | Montenegro | 2022 |